# Alpský Rýn
Jako Alpský Rýn (německy Alpenrhein  poslech), se označuje úsek řeky Rýn od soutoku Předního Rýna se Zadním Rýnem u Reichenau-Tamins ve švýcarském kantonu Graubünden po ústí do Bodamského jezera. Jeho povodí činí 6 119 km², tedy 3,3 % z celkového povodí Rýna (185 300 km², nepočítaje v to deltu, kterou sdílí s řekou Mázou). Alpský Rýn napájí Bodamské jezero s průměrným průtokem 240 m³/s; což je 10,3 % průtoku Dolního Rýna (2 300 m³/s, taktéž před začátkem delty). Jeho délka je 91 km, tedy 7,26 % z celkové délky Rýna (1238,8 km, včetně delty). Údolí, kterým protéká, se nazývá údolí Alpského Rýna či jednoduše Rýnské údolí.

## Geografie
V Reichenau-Tamins se Přední a Zadní Rýn spojují a vzniká tak Alpský Rýn. Tento soutok se nachází ve výšce 592 m n. m., řeka pak v průběhu své 91 km dlouhé trasy klesá do výšky 396 m n. m. Alpský Rýn teče zpočátku na východ do Churu, hlavního města Graubündenu, kde 130 ° obloukem mění směr na severozápad. U Sargans se pak stáčí na sever a mírně klikatě míří směrem k Bodamskému jezeru.

### Údolí Alpského Rýna

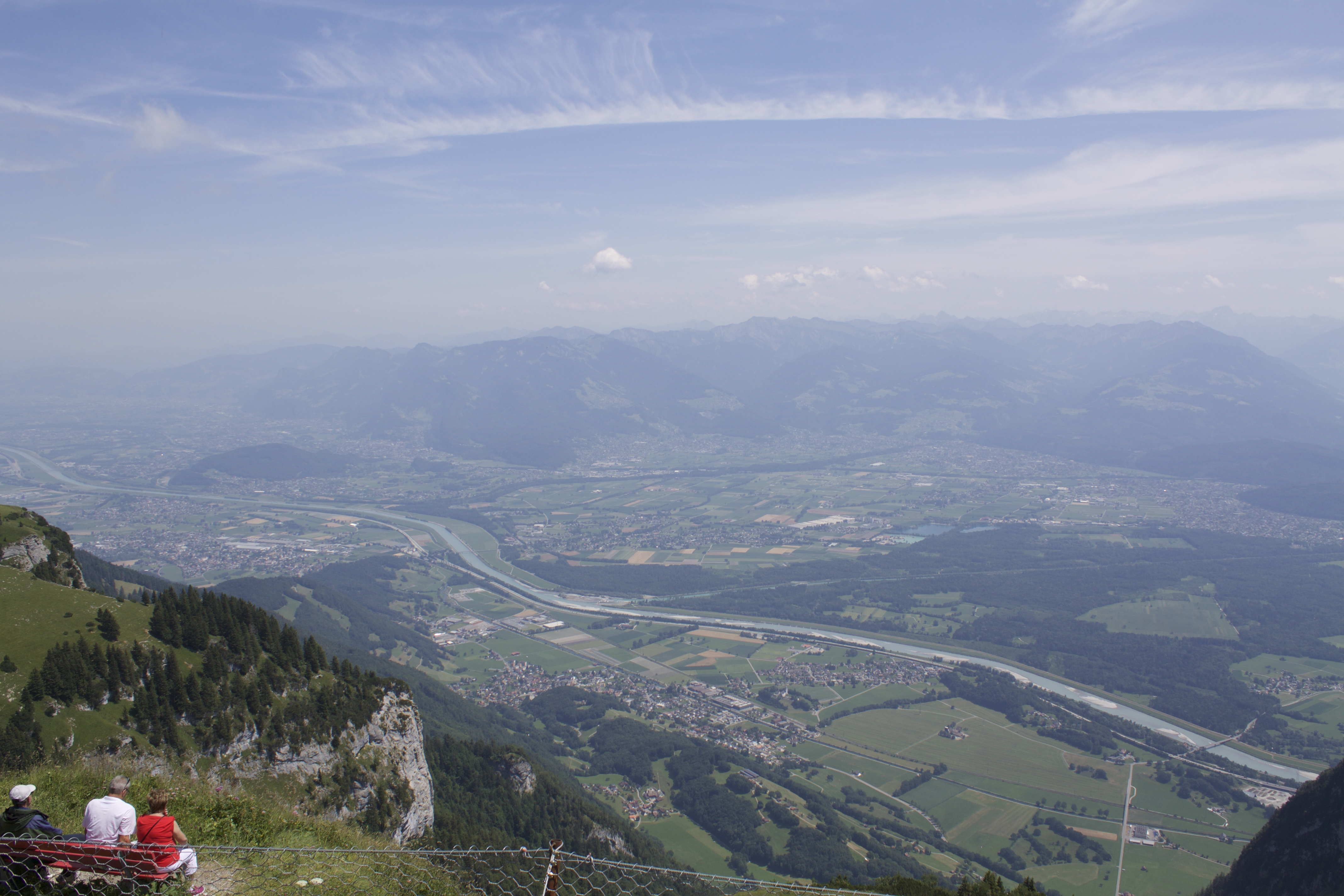
údolí Alpského Rýna (pohled ze Švýcarska směrem k Rakousku)

Údolí Alpského Rýna je ledovcové, široce rozevřené alpské údolí, které se rozkládá po celé délce Alpského Rýna. Až po město Sargans se údolí nachází pouze na území Švýcarska. U Sargans zabraňuje pouze několik výškových metrů terénu tomu, aby řeka místo do Bodamského údolí tekla otevřeným údolím Seeztal skrz jezero Walensee a Curyšské jezero směrem do řeky Aary. Níže po proudu směrem od Sargans je západní polovina údolí švýcarská, na východě lichtenštejnská a dále po proudu rakouská.
Samotné hranice údolí nejsou přesně definovány. Některé hory a kopce se považují za součást údolí Alpského Rýna, jiné nikoli. V zásadě se předpokládá, že údolí je vymezeno přilehlými horami a jejich vodami které z nich stékají do Alpského Rýna. Například hora Ringelspitz (3247 m n. m.) se nachází na území obce Tamins, kde vzniká Alpský Rýn a část jejího vodstva teče již do Alpského Rýna. Proto se počítá jako součást údolí Alpského Rýna. Ringelspitz tedy není jen nejvyšší horou v kantonu St. Gallen, ale také nejvyšší horou celého údolí Alpského Rýna.

### Delta do Bodamského jezera

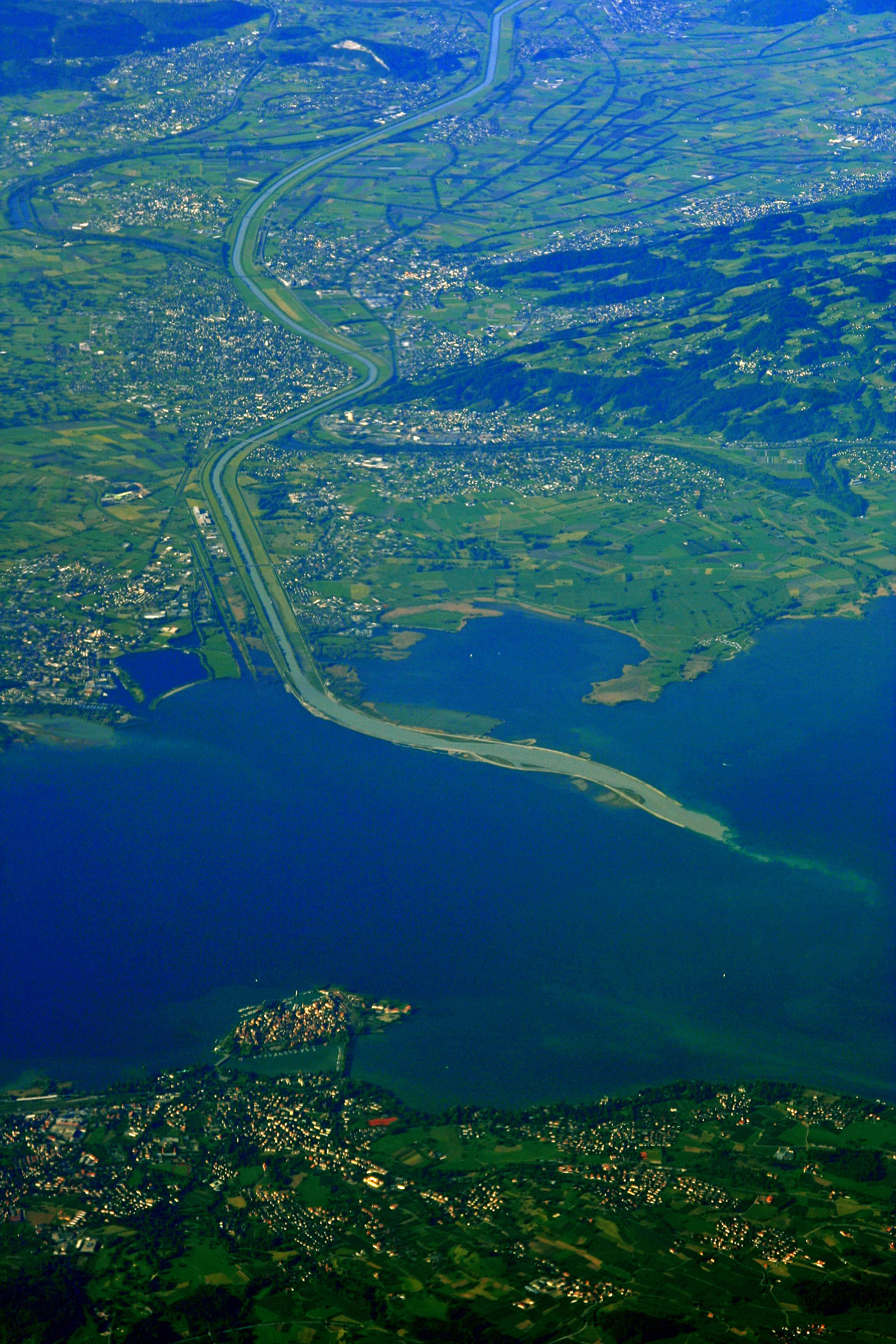
Ústí Alpského Rýna do Bodamského jezera

Díky své světlé, na sedimenty bohaté vodě již Alpský Rýn do značné míry naplnil Bodamské jezero, které se původně rozkládalo hluboko do Alp. Každý rok řeka do jezera přinese až 3 miliony m³ pevných látek. Delta Alpského Rýna se kdysi přirozeně rozdělovala do alespoň dvou hlavních ramen. Nyní se rozkládá mezi Starým Rýnem na západě a spodním průlomem Rýnského kanálu na východě (na území obcí Gaißau, Höchst a Fußach) a je z velké většiny přírodní a ptačí rezervací. V důsledku usazování sedimentů v ní také vzniklo mnoho malých ostrovů. V oblasti ústí do jezera je nutná trvalá těžba štěrku pomocí plovoucích bagrů, která reguluje usazování sedimentů. Silné přibývání říčních sedimentů je důsledkem rozsáhlé říční regulace, která koryto řeky téměř narovnala. Přesto je Alpský Rýn stále příležitostně označován jako "největší bystřina" v Evropě.

### Regulace Rýna

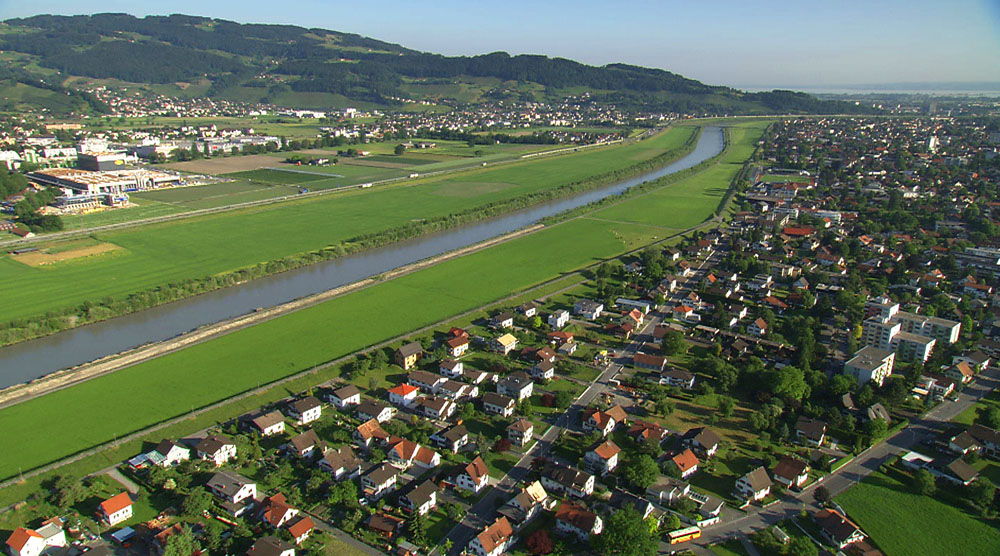
Zregulované koryto Rýna podél města Lustenau

V roce 1892 byla uzavřena smlouva o Mezinárodní regulaci Rýna (Internationale Rheinregulierung - IRR), která rozhodla o svedení Alpského Rýna do rozsáhlého kanálu, který by zabránil povodním a který mimo jiné zkrátil řeku o deset kilometrů. Výstavba probíhala v několika etapách, přičemž poslední část vodního díla, Lichtenštejnský vnitrozemský kanál, byla dokončena až v roce 1943.
Regulací Rýna a z toho vyplývajícími průlomy v Diepoldsau a Fußachu byly potlačeny časté povodně a umožněna kontrola silné sedimentace v deltě Rýna. Aby nedocházelo k ucpávání Bregenzského zálivu a aby se zachovala dnešní podoba pobřeží, bylo ústí nově vybudovaného kanálu "vytaženo" do Bodamského jezera a orientováno na západ. Řeka Dornbirner Ach, původně se vlévající do Rýna, byla svedena do paralelního kanálu mířícího přímo do Bodamského jezera. Bývalé přítoky Alpského Rýna, mezi řekami Ill a Dornbirner Ach, byly přesměrovány do nově vytvořeného Vorarlberského vnitrozemského kanálu v údolí Rýna, který se vlévá do Dornbirner Ach. Na švýcarské straně byly obdobně vytvořeny Vnitrozemský kanál v údolí Rýna a kanál Werdenberg, které pojímají západní přítoky Alpského Rýna a také se samostatně vlévají do Bodamského jezera prostřednictvím Starého Rýna. Odříznutý Starý Rýn zpočátku vedl v bažinaté krajině, ale v průběhu regulace Rýna byl pod St. Margrethen sveden do vlastního kanálu a od Rheinecku učiněn splavným. Naopak z odříznutých úseků Starého Rýna u švýcarského Diepoldsau se staly stojaté vodní útvary napájené pouze podzemní vodou.

### Přítoky

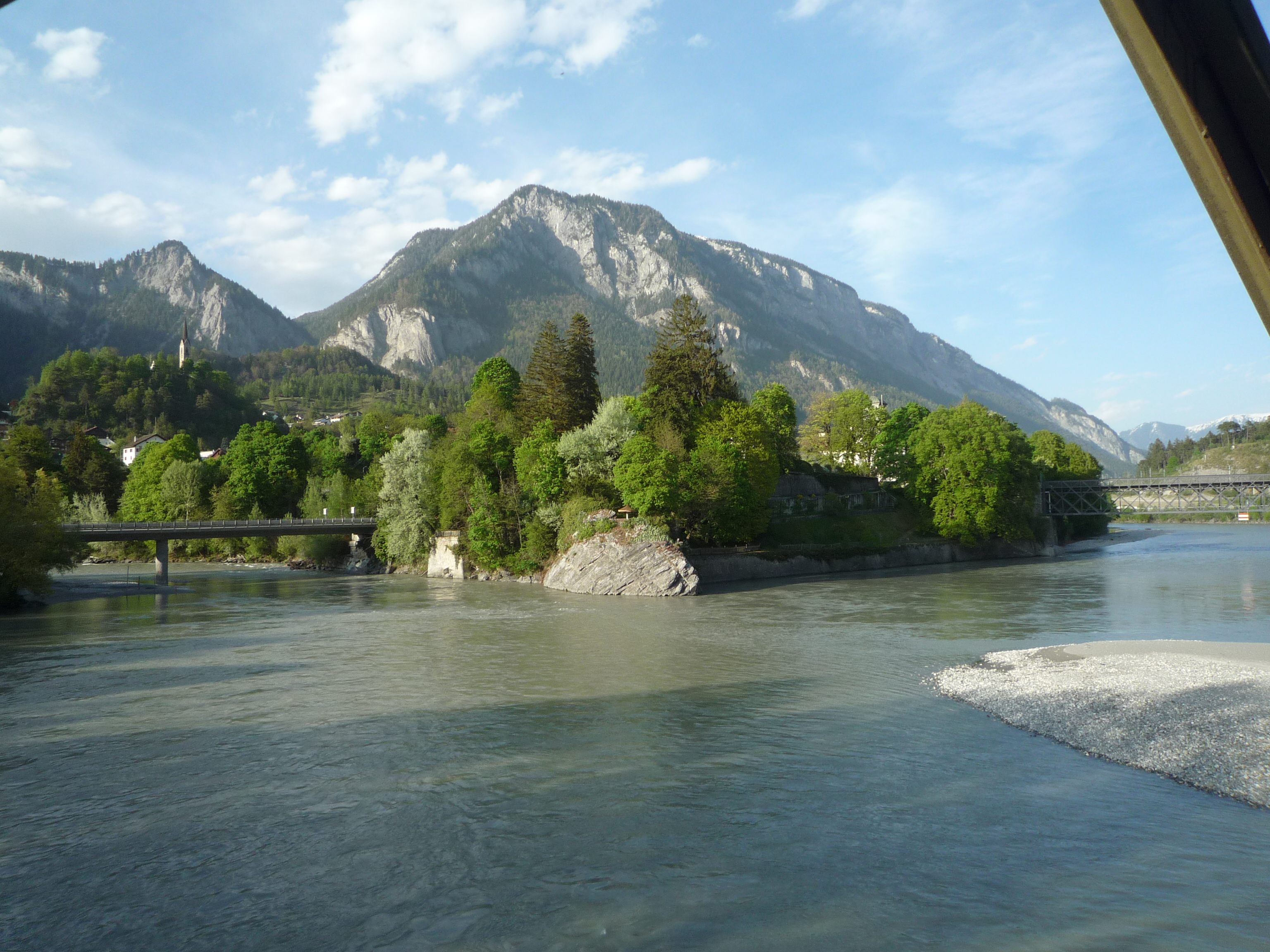
Soutok Předního a Zadního Rýna u Reichenau-Tamins

- Přední Rýn (levá zdrojnice Alpského Rýna)
  - Valserský Rýn
  - Raibusa
- Zadní Rýn (pravá zdrojnice Alpského Rýna)
  - Averzní Rýn
  - Albula
    - Landwasser
    - Gelgia
- Plessur (levý), vlévá se u města Chur
  - Schwarzseebach
  - Raibosa
- Landquart (pravý), vlévá se u města Landquart
- Tamina (levý), vlévá se u města Bad Ragaz
- Trübbach (levý), vlévá se u vesnice Trübbach
- Kanál Vilterser-Wangser (levý), vlévá se u vesnice Trübbach
  - Saar (Rýn)
- Lichtenštejnský vnitrozemský kanál (pravý), vlévá se u vesnice Bangs
- Werdenberský vnitrozemský kanál (levý), vlévá se u vesnice Lienz
  - Simmi
- Ill (pravý), vlévá se mezi vesnicemi Bangs a Meiningen
  - Alfenz
- Frutz (pravý), vlévá se vesnice Au

## Okolí

### Města a vesnice na Alpském Rýnu

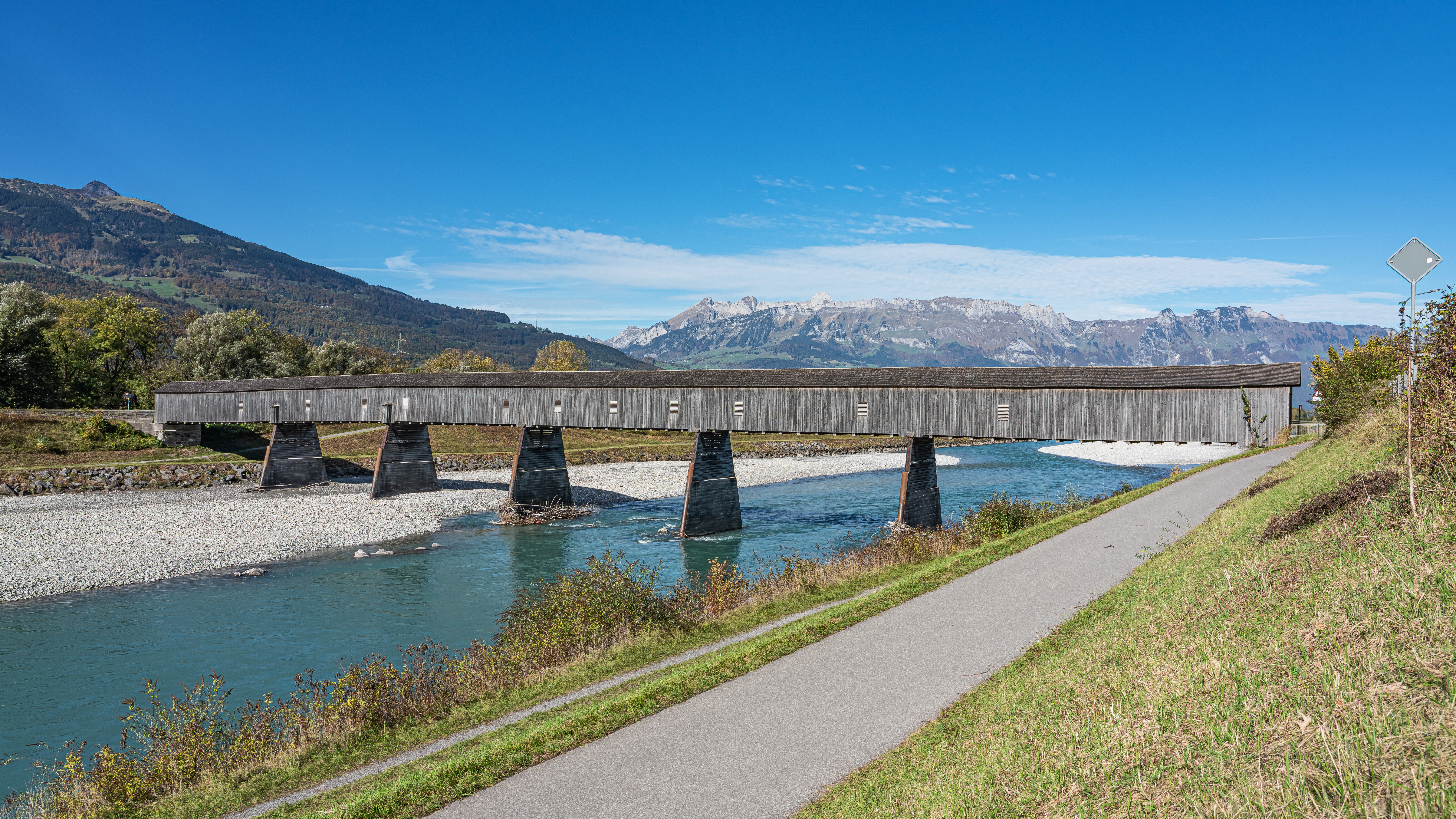
Historický dřevěný most přes Alpský Rýn poblíž města Vaduz

S břehy Alpského Rýna hraničí 52 měst a vesnic. Nejznámější z nich jsou Chur, hlavní město kantonu Graubünden a nejstarší město ve Švýcarsku, Vaduz, hlavní město Lichtenštejnska a Feldkirch, druhé největší město Vorarlberska. Kompletní výčet měst a vesnic zahrnuje:
| A–H | I–R | S–Z |
| --- | --- | --- |
| - Altach - Altstätten - Au - Bad Ragaz - Balzers - Bangs (Nofels) - Buchs - Chur - Diepoldsau - Domat/Ems - Feldkirch - Felsberg - Fläsch - Fußach - Gamprin - Haag - Haldenstein - Hard - Höchst | - Igis - Koblach - Kriessern - Landquart - Lienz - Lüchingen - Lustenau - Mäder - Maienfeld - Masans - Mastrils - Meiningen - Mels - Montlingen - Oberriet - Reichenau - Ruggell - Rüthi | - St. Margrethen - Sargans - Schaan - Sennwald - Sevelen - Tamins - Triesen - Trimmis - Trübbach - Untervaz - Vaduz - Vilters-Wangs - Wartau - Widnau - Zizers |

### Rýnské příbřeží

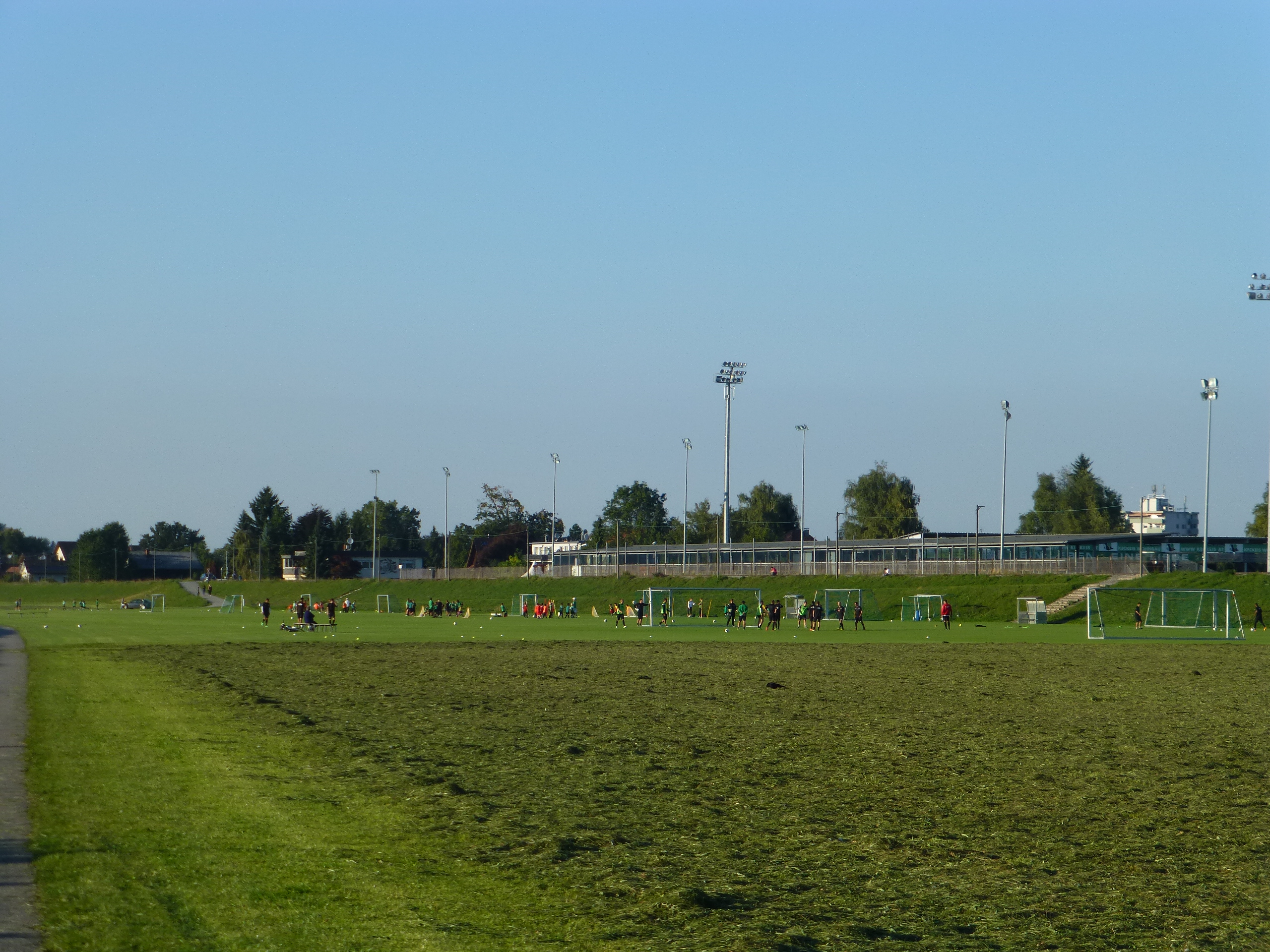
Část Rýnského příbřeží slouží v Lustenau jako fotbalové hřiště

Jako Rýnské příbřeží se označuje kulturní krajina mezi nábřežím říčního koryta a protipovodňovými valy. Slouží jako zátopové území při povodních, a zajišťuje, že vodní masy nezaplavují obdělávanou půdu. Současné Rýnské příbřeží bylo vytvořeno v průběhu Regulace Rýna a doprovází řeku na pravém břehu od vesnice Bangs na hranici Lichtenštejnska a Rakouska, a následně oboustranně od vesnice Oberriet, o 6 km níže po proudu řeky, kde dosahuje oboustranně šířky přibližně 100 metrů. Celá povodňová oblast Alpského Rýna s příbřežím i protipovodňovými valy je v průměru 260 metrů široká, přičemž v oblasti Widnau/Diepoldsau (81. kilometr řeky) dosahuje šířky až 464 metrů. Větší šířka příbřeží v oblastech výraznějšího zakřivení řeky bere v potaz větší rychlosti proudění vody, a tedy to, že nábřeží říčního koryta je častěji přetékáno.
Rýnské příbřeží bývá zemědělsky využíváno (především louky), a slouží jako rekreační oblast - mj. vedou na obou březích po protipovodňových valech cyklostezky. Je zde také vyhlášeno několik přírodních rezervací a chráněných krajinných oblastí.

## Vodní režim

### Povodně na Alpském Rýnu
Povodně na Alpském Rýnu nejsou jenom fenoménem moderní doby. Ve starých kronikách vesnic podél Alpského Rýna lze nalézt četné zprávy o opakujících se povodních. Obyvatelé se budováním vesnic podél horských svahů Alpského Rýnského údolí snažili zabránit problémům se záplavami. Využívání vodní energie a dostupnost zdrojů je však stále více přibližovaly k Rýnu. Teprve Regulace Rýna na přelomu devatenáctého až dvacátého století a meliorace Rýnské nížiny v polovině dvacátého století dokázala toto nebezpečí do jisté míry odvrátit.
Ohledně míry povodňových průtoků (Q) údavají Mezinárodní regulace Rýna (IRR) a Švýcarský federální úřad pro životní prostředí (BAFU) odlišné údaje. Dle BAFU činí stoletá voda (Q100) pro oblast Diepoldsau 2596 m³/s zatímco dle IRR lze za stoletou vodu považovat teprve průtok 3100 m³/s. V tomto textu jsou použity hodnoty povodňových průtoků dle BAFU, pokud není řečeno jinak.
| Pravděpodobnost opakování povodní (Q) Období měření 1910–2012 Měřicí bod: Alpský Rýn - Diepoldsau, most Rietbrücke (stanice č. 2473) | Pravděpodobnost opakování povodní (Q) Období měření 1910–2012 Měřicí bod: Alpský Rýn - Diepoldsau, most Rietbrücke (stanice č. 2473) | Pravděpodobnost opakování povodní (Q) Období měření 1910–2012 Měřicí bod: Alpský Rýn - Diepoldsau, most Rietbrücke (stanice č. 2473) | Pravděpodobnost opakování povodní (Q) Období měření 1910–2012 Měřicí bod: Alpský Rýn - Diepoldsau, most Rietbrücke (stanice č. 2473) | Pravděpodobnost opakování povodní (Q) Období měření 1910–2012 Měřicí bod: Alpský Rýn - Diepoldsau, most Rietbrücke (stanice č. 2473) | Pravděpodobnost opakování povodní (Q) Období měření 1910–2012 Měřicí bod: Alpský Rýn - Diepoldsau, most Rietbrücke (stanice č. 2473) | Pravděpodobnost opakování povodní (Q) Období měření 1910–2012 Měřicí bod: Alpský Rýn - Diepoldsau, most Rietbrücke (stanice č. 2473) |
| --- | --- | --- | --- | --- | --- | --- |
| Pravděpodobnost opakování povodně (v letech)                                                                                         | 2 | 5 | 20 | 30 | 50 | 100 |
| Průtok (m³/s) | 1288 | 1693 | 1935 | 2268 | 2412 | 2596 |

Průměrný průtok Alpského Rýna v měřícím bodě Diepoldsau je 235 m³/s. Hlavním rýnským kanálem může protékat až 1285 m³/s vody, než hladina překročí koruny nábřežních hrází (= dvouletá voda, Q2). Díky Rýnskému příbřeží, jakožto účelovému zátopovému území, může v oblasti Diepoldsau bezpečně protékat až 3100 m³/s vody, než bude zaplavena obdělávaná půda v Rýnském údolí - tato situace odpovídá stoleté vodě (Q100).
Průměrný povodňový průtok Alpského Rýna činí 1337 m³/s, což odpovídá 20,04 % průměrného povodňového průtoky řeky před Rýnskou deltou v Nizozemsku (6670 m³/s).
V následujících letech by měla být kapacita zátopových území zvýšena na minimálně 4300 m³/s (Q300). Tato výstavba ovlivní stávající mezinárodní cesty na dolním toku řeky, mezi ústím Illu a Bodamským jezerem. Výstavba bude koordinována s vodním hospodářstvím na švýcarském horním toku řeky. Za tímto účelem byl zahájen přeshraniční projekt s názvem Rhesi („Rhein - Erholung und Sicherheit“, česky „Rýn - rekreace a bezpečnost“), ve kterém jsou státní činnosti přizpůsobeny potřebám zemědělství, rekreace a ochrany přírody. Tato modernizace Rýnského příbřeží spočívá na koncepci rozvoje Alpského Rýna, kterou vypracovaly Mezinárodní vládní komise pro Alpský Rýn (Internationale Regierungskommission Alpenrhein - IRKA) a Mezinárodní regulace Rýna (IRR) v roce 2005.

#### Historické povodně

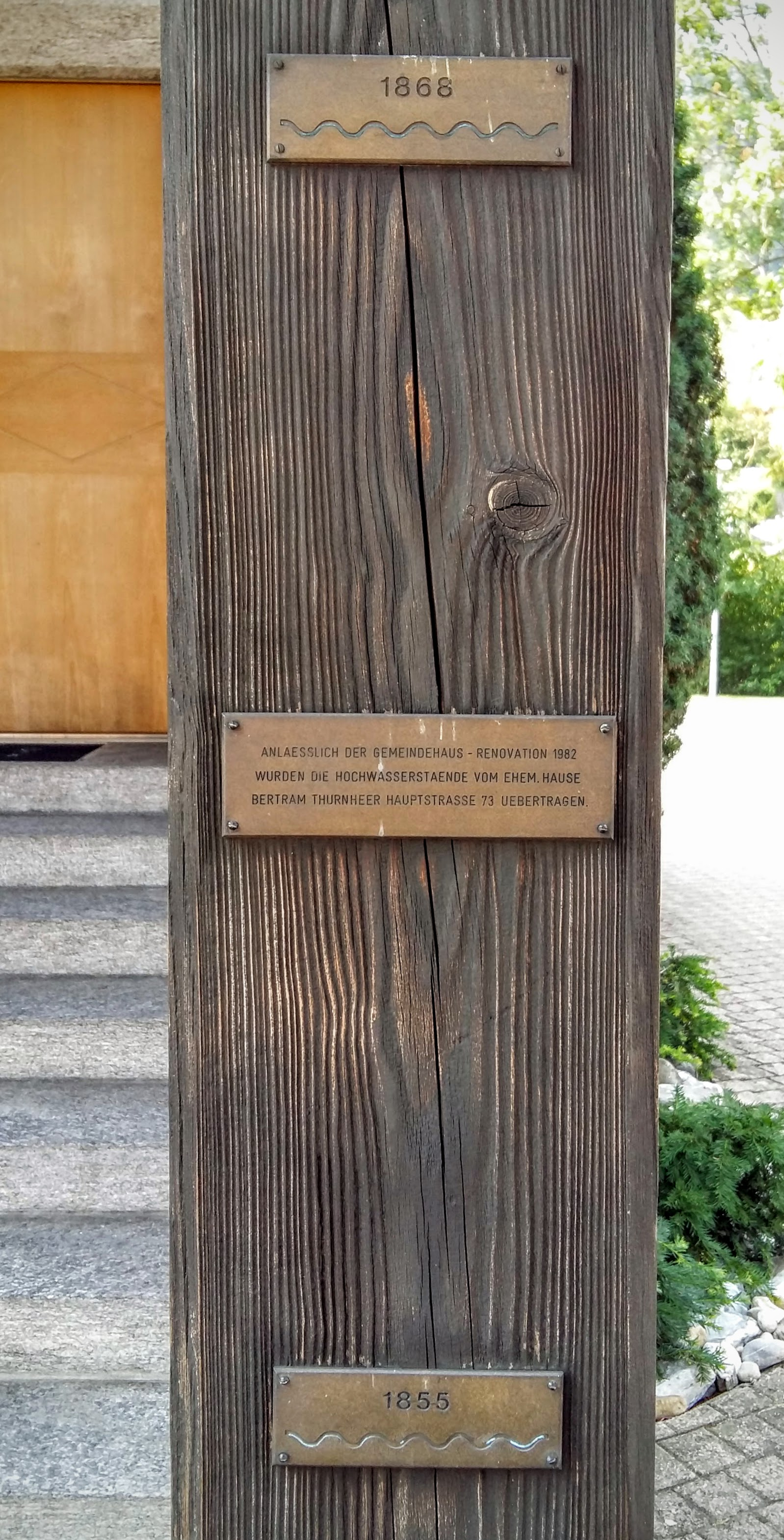
Historická hladina povodní v letech 1855 a 1868, vyznačená na obecním úřadu v Au

Naměřené hodnoty se vztahují k měřící stanici Diepoldsau.
- Povodeň v roce 1954: 2500 m³/s
- Povodeň v roce 1987: 2665 m³/s
- Povodeň v roce 1999: 1920 m³/s
- Povodeň v roce 2005: 2300 m³/s
- Povodeň v roce 2016: 2220 m³/s
- Povodeň v roce 2019: 2000 m³/s

### Měřicí stanice

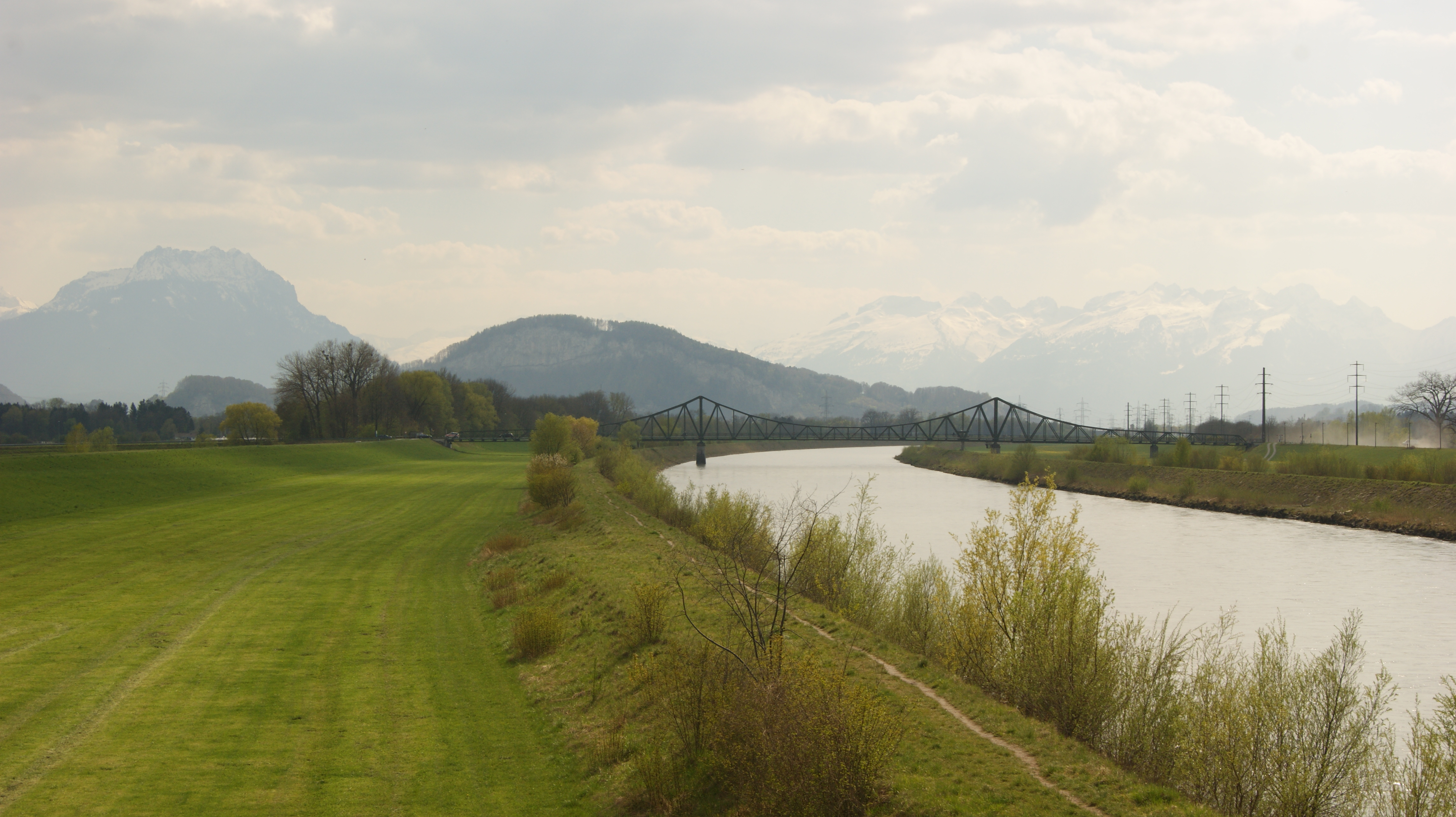
Most Rietbrücke u města Diepoldsau

Množství a kvalitu vody na Rýně trvale monitoruje švýcarský úřad BAFU. Na Alpském Rýně existují / existovaly ve Švýcarsku následující měřicí stanice:
- Rhein – Domat/Ems (stanice č. 2602)[10]
- Rhein – Maienfeld, GW-Profil (stanice č. 2454)
- Rhein – Wartau, Schleuse Weite (stanice č. 2453) - zrušena 1. ledna 2004
- Rhein – Sennwald, Schleuse Salez (stanice č. 2452) - zrušena 1. ledna 2004
- Rhein – Oberriet, Blatten (stanice č. 2041)[11]
- Rhein – Diepoldsau, Rietbrücke (stanice č. 2473)[12]

#### Měřicí stanice Oberriet a Diepoldsau
Měřicí stanice Oberriet a Diepoldsau jsou důležitými zařízeními pro analýzu a prevenci povodní v Evropě. Jsou to poslední měřící stanice před ústím Alpského Rýna do Bodamského jezera. Alpský Rýn vykazuje vyšší rychlost průtoku poblíž Diepoldsau, než je průměr celého Alpského Rýna, a řeka již o něco výše, poblíž Montlingenu, přijala všechny své přítoky. V případě průtoku 2 600 m³/s v oblasti Oberriet, lze již mluvit o stoleté vodě (Q100), i když řeka ještě nepřetéká přes protipovodňové valy. Při takovémto průtoku budou již totiž povodněmi zasaženy další oblasti kolem Rýna ve Švýcarsku a také v Německu. Vyšší rychlost průtoku je způsobena zúžením koryta u Oberrietu, z šířky 100 m na 70 m, a to až k ústí do Bodamského jezera. Toto zúžení koryta je účelné, a slouží k zamezení zanášení říčního dna naplavovaným štěrkem.

#### Měřicí stanice Bangs a Lustenau (Höchstský most)
Jedná se o stanice provozované hydrografickou službou země Vorarlbersko na rakouské straně Rýna. V Lustenau byl dosud nejvyšší průtok (2800 m³/s) zaznamenán dne 19. července 1987. Teoreticky však i při 3100 m³ / s (Q100) budou stále chybět více než dva metry k tomu, aby vodní hladina přetekla přes tamní protipovodňové valy.